# Les Refardes
Les Refardes és una masia de Mura (Bages) protegida com a Bé Cultural d'Interès Local.

## Descripció
Està situada a 523,9 metres d'altitud, a prop de l'extrem oriental del terme, a la dreta del torrent de les Refardes. És al nord-oest de les Elies i a ponent de la Carena de les Refardes.
Conjunt d'una antiga masia i un edifici modern posats perpendicularment i units per un pati i un cobert. La masia es troba a la banda de ponent, té planta baixa i pis i una planta semisoterrada, ja que aprofita el desnivell del terreny. La coberta és a doble vessant de teula àrab amb el carener perpendicular a la façana principal que s'obria a migdia, i davant la qual es va fer la casa més moderna. Els murs d'aquest edifici són de pedra i d'obra de maó, ja que va ser reformat en diferents èpoques; no presenta obertures amb elements remarcables.
El cos nou es troba a la banda de llevant, de planta rectangular cobert amb teulada a una vessant amb el carener paral·lel a la façana principal que s'obre a llevant. Sembla la meitat d'una casa i està distribuïda en planta baixa, pis i terrassa coberta sota la part més elevada de la teulada. Els murs són de fàbrica de maó arrebossats amb morter de portland. Té el portal d'arc de mig punt en la façana de llevant, amb una finestra a cada costat, balcó central al pis i dues finestres, una a cada costat del balcó, de manera que s'accentua la simetria de la façana. Els brancals i llindes són imitació de pedra amb arrebossat. Els laterals de la casa també presenten finestres amb muntants de pedra. Per la banda de llevant hi han uns corrals i un cobert amb tres arcades i tres òculs recents que serveix com a garatge.
Per arribar cal agafar el camí a la dreta en el P.Q.19.100 de la carretera BV-1221 de Terrassa a Talamanca. Està a uns 3.700 m. després de passar per La Vall. La casa es troba al mig de la vall del torrent de la Font del Jueu, tocant al torrent i voltada de camps de conreu. Al catàleg de les NN SS de l'Ajuntament de Mura de l'any 1990 diu que és un element d'interès relatiu però digne de conservació. Es troba dins la zona del Parc Natural de Sant Llorenç del Munt i l'Obac.

## Història
Es tracta d'una casa que no és gaire antiga i de la que no es disposa documentació. Probablement es tractaria d'una casa de pagès petita que seria depenent d'altre masia. L'estructura visible de la casa antiga pot ser del segle xviii, tot i que podria ser anterior, però el fet de no trobar-se nomenada a documentació limita la seva cronologia. Les reconstruccions fetes són bastant modernes, de la segona meitat del segle xx. La documentació més antiga sembla del 1941, en la venda del mas en morir la propietària Concepció Moreno i LLanza (Ballbé, 1997).